# Malaïa Laba
 (mars 2015).
Si vous disposez d'ouvrages ou d'articles de référence ou si vous connaissez des sites web de qualité traitant du thème abordé ici, merci de compléter l'article en donnant les références utiles à sa vérifiabilité et en les liant à la section « Notes et références ».
La Malaïa Laba, ou Petite Laba (russe : Малая Лаба), est une rivière de montagne du kraï de Krasnodar dans le sud de la Russie qui fait partie du bassin du Kouban. Elle traverse le territoire de la réserve naturelle du Caucase. Son cours est de 133 kilomètres.

## Description
La Malaïa Laba naît sur les pentes du col d'Alichkha (2 401 m) dans le Caucase de l'Ouest, à une vingtaine de kilomètres de Krasnaïa Poliana, dans le massif de Pseachkho. En descendant vers la réserve naturelle du Caucase, elle prend les eaux de torrents et rivières de montagne, comme la Moutnaïa, la Tchistaïa, la Bezymianka, la Tsakhvoa, ou l'Ourouchten.  Plus bas, après la commune urbaine de Psebaï, elle rejoint la Grande Laba à un kilomètre au sud de la stanitsa de Kaladjinskaïa, et forme ainsi la Laba (à 461 mètres d'altitude) qui se jette dans le Kouban.
La Malaïa Laba traverse les villages de Kirovski, Bourni, Perevalka, de Psebaï (ancien village de cosaques et de Russes) et la stanitsa d'Andriouki.

## Source
- (ru) Cet article est partiellement ou en totalité issu de l’article de Wikipédia en russe intitulé « Малая Лаба » (voir la liste des auteurs).